# Scytalopus latrans
El churrín negruzco (Scytalopus latrans), también denominado tapaculo negruzco (en Colombia y Perú), pájaro ratón negruzco (en Venezuela), lobito chico o surero, es una especie de ave paseriforme de la familia Rhinocryptidae perteneciente al numeroso género Scytalopus; el churrín de Utcubamba (Scytalopus intermedius), era considerado una subespecie de la presente, hasta el año 2020, en que fue separado. Es nativo de regiones andinas del noroeste de América del Sur.

## Distribución y hábitat
La subespecie latrans se distribuye por los Andes occidentales y centrales y por la pendiente occidental de los Andes orientales en Colombia, y al oeste y entre los Andes de Ecuador hacia el sur hasta el norte de Cañar (apareciendo locamente sobre la alta pendiente amazónica); también a altitudes medias en la pendiente amazónica del oeste de Venezuela (Mérida) hacia el sur hasta el norte de Perú al norte del río Marañón; la subespecie subcinereus se distribuye por la pendiente del Pacífico del suroeste de Ecuador (Azuay) hacia el sur hasta el noroeste de Perú (Cajamarca, donde posiblemente se encuentre también en la pendiente oriental de los Andes occidentales cerca de Cutervo).
Vive en el sotobosque de bosque húmedo montano con musgos, bambú Chusquea, cañas Neurolepis o Polylepis, arbustos densos; quebradas arbustivas o áreas pantanosas; en los bordes del bosque y en el bosque secundario hasta el límite de vegetación arbórea de ambas estribaciones de los Andes, entre los 1500 y 4000 m de altitud. Localmente se encuentra hasta en zonas áridas.

## Descripción
Mide 12 a 13 cm de longitud. El plumaje del macho es negruzco homogéneo; el de la hembra es gris ceniciento, con flancos y crísum barretados de pardo. Su canto es más lento que en el resto de los tapaculos.

## Comportamiento

### Alimentación
Se alimenta de artrópodos pequeños y materia vegetal. Busca alimento hasta el metro de altura sobre el suelo entre de la vegetación densa, moviéndose incesantemente.

### Reproducción
Su nido es una estructura globular conformada por ramas y raicillas y colocado en un nicho en un banco de tierra cubierto por Selaginella y helechos. La hembra pone dos huevos.

## Sistemática

### Descripción original
La especie S. latrans fue descrita por primera vez por el ornitólogo austríaco Carl Eduard Hellmayr en 1924 bajo el nombre científico Scytalopus unicolor latrans, su localidad tipo es: «Cerro Munchique, 7000 pies (c. 2130 m), cordillera de la costa al oeste de Popayán, Colombia.» El holotipo, un adulto de sexo desconocido colectado el 7 de junio de 1911, se encuentra depositado en el Museo Field de Historia Natural bajo el número FMNH 50864.

### Etimología
El nombre genérico masculino «Scytalopus» se compone de las palabras del griego «skutalē, skutalon» que significa ‘bastón, palo, garrote’, y «pous, podos» que significa ‘pies’; y el nombre de la especie «latrans» en latín significa ‘ladridos’.

### Taxonomía
La presente especie fue descrita y considerada como una subespecie de Scytalopus unicolor, pero fueron separadas con base en las significativas diferencias de vocalización.
La especie Scytalopus intermedius inicialmente fue descrita dentro del entonces complejo Scytalopus unicolor, del cual también hacía parte la presente; con la separación de ésta, pasó a ser tratada como una subespecie del mismo: S. latrans intermedius. Los estudios de Cadena et al. (2020) demostraron mediante comparación genética que S. intermedius es hermana de Scytalopus macropus (de tamaño bastante mayor) y solamente pariente distante de S. latrans y S. latrans subcinereus, que son parientes próximos de otras formas. Adicionalmente, demostraron la diferencia de los cantos con S. macropus, a pesar de similares. La separación fue aprobada en la Propuesta No 858 al Comité de Clasificación de Sudamérica (SACC) en junio de 2020.
Algunos autores sostienen que la subespecie S. latrans subcinereus merece ser reconocida como especie plena.

### Subespecies
Según las clasificaciones del Congreso Ornitológico Internacional (IOC) y Clements Checklist/eBird v.2021 se reconocen dos subespecies:
- Scytalopus latrans latrans Hellmayr, 1924 – Andes de Colombia al oeste de Venezuela, este de Ecuador y norte de Perú.
- Scytalopus latrans subcinereus J.T. Zimmer, 1939 – pendiente del Pacífico del suroeste de Ecuador al noroeste de Perú.